# Bałowo (powiat kętrzyński)
Bałowo (niem. Ballau) – osada w Polsce położona w województwie warmińsko-mazurskim, w powiecie kętrzyńskim, w gminie Kętrzyn.
W latach 1975–1998 miejscowość administracyjnie należała do województwa olsztyńskiego.
Wieś należy do sołectwa Salpik.